# “永镇江南”题额
“永镇江南”题额是位于江西省赣州市兴国县枫边乡大乌山顶上的大乌山寺正殿大门石坊上由文天祥手书的四字题额。为江西省文物保护单位。
共题意相传有二：一是大乌山高大雄伟，居千峰之首；其二是为景炎二年（1277年）八月抗元部将巩信在山下方石岭隘口英勇献身，而题纪之。

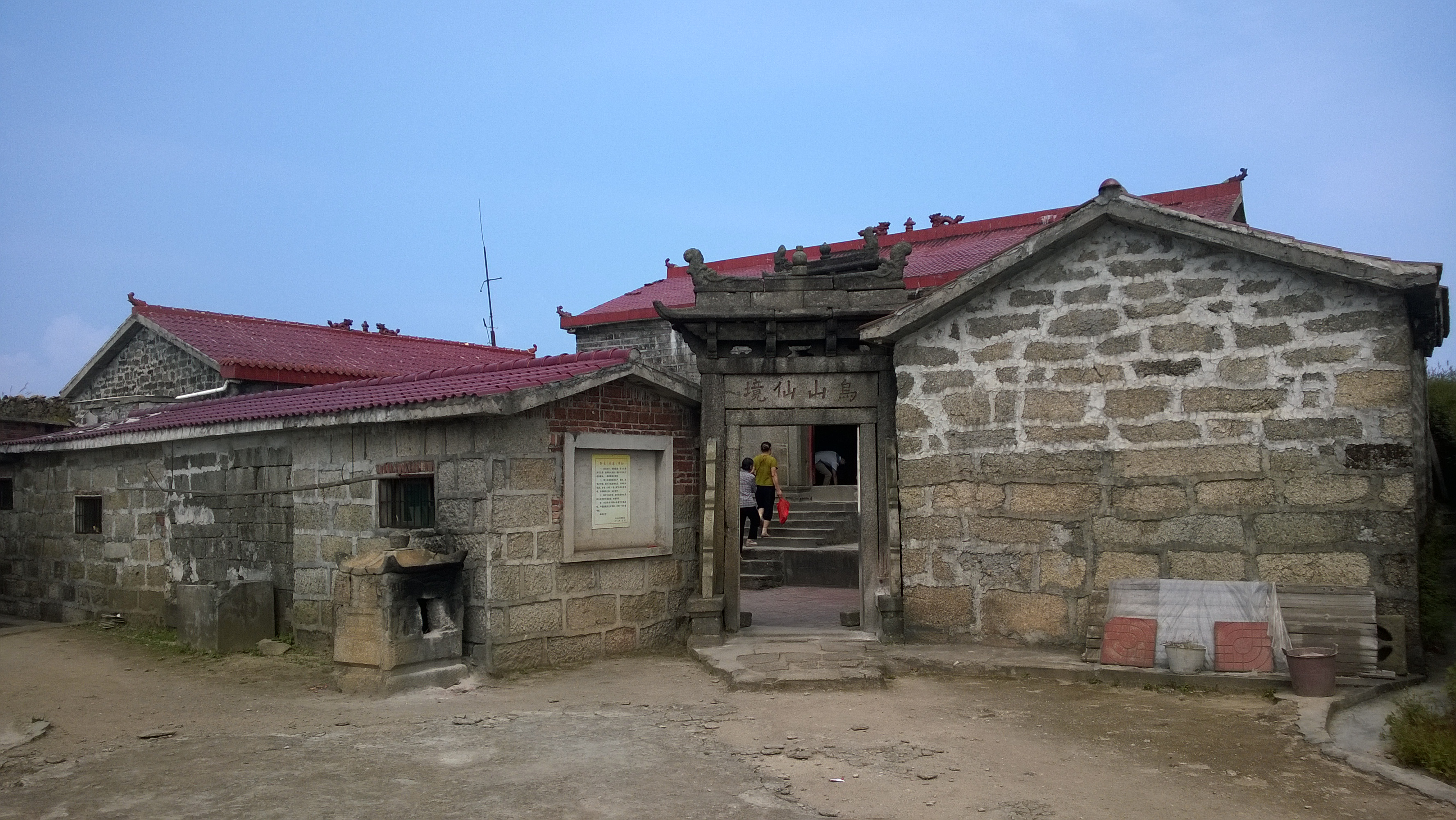
大乌山寺